# Farim
Farim é uma cidade da Guiné-Bissau pertencente ao sector de mesmo nome, capital da região de Oio. Localiza-se na margem norte do rio Cacheu.
Segundo o censo demográfico de 2009 o sector possuía uma população de 48 264 habitantes, sendo que 8 661 habitantes somente na zona urbana da cidade de Farim, distribuídos numa área territorial de 1 531,5 km².

## Etimologia
O nome da cidade e do sector deriva de da palavra "farim", que era o título dado ao rei local dos mandingas. Por sua vez, os mandingas e sonincas chamaram o assentamento de "Tubabodaga", que significa "aldeia dos brancos".

## História

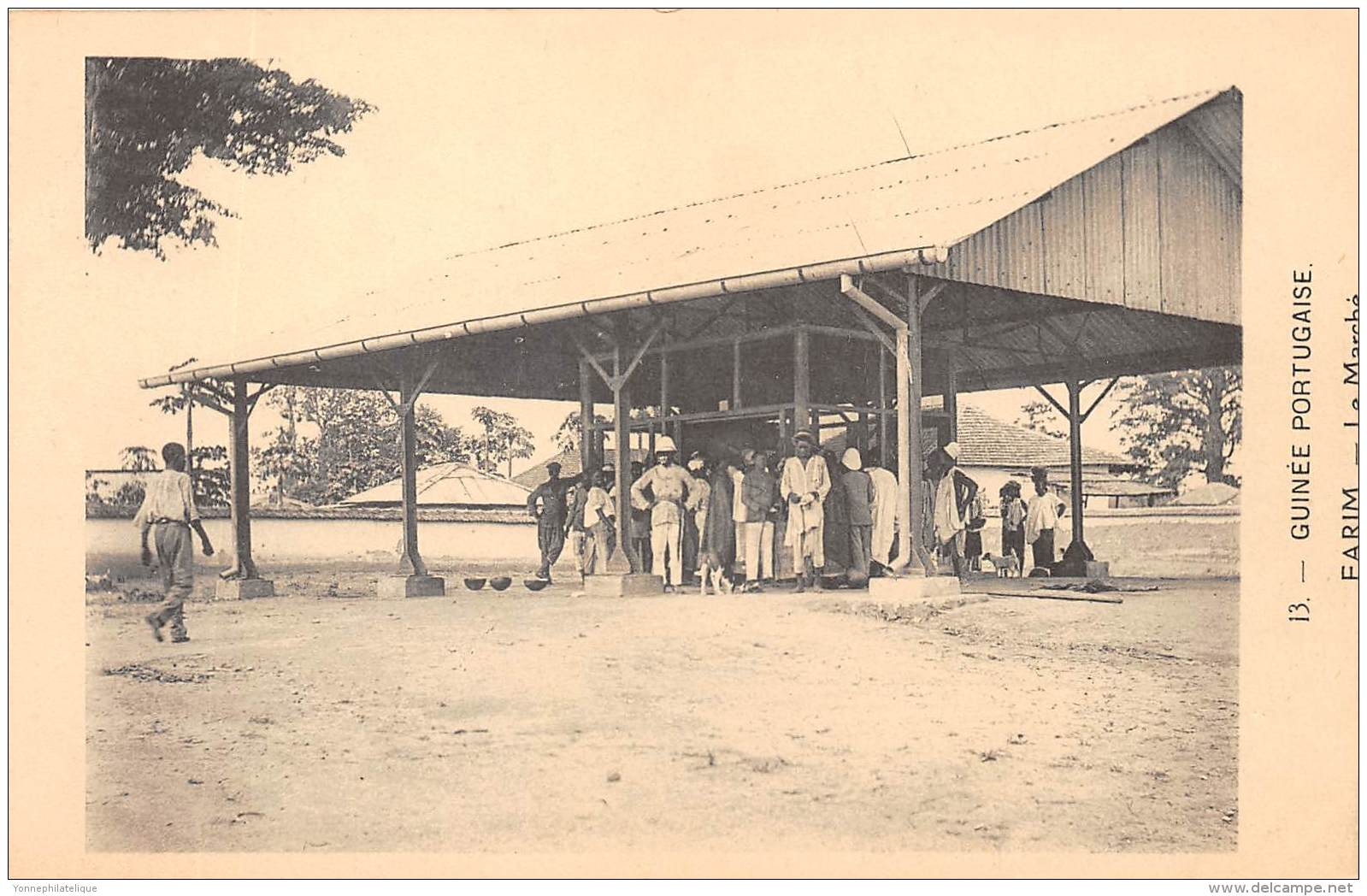
Uma beneficiadora e ensacadora de grãos e seus trabalhadores, em Farim, em 1900.

O primeiro estabelecimento português na região foi Cacheu, povoação fundada no contexto da Dinastia Filipina em 1588, mas sujeita administrativamente ao arquipélago de Cabo Verde. Após a Restauração Portuguesa (1640), retomou-se o povoamento da região, irradiando-se então a partir da foz dos rios Casamansa, Cacheu, Geba e Buda, centrada no comércio de escravos.

### Fundação e estabelecimento
Farim foi fundada por volta de 1641 pelo capitão-mor de Cacheu, que recrutou lançados de Geba para se mudarem para um local menos vulnerável ao ataque de tribos africanas. Em sua fundação, estava bem situada como porto, uma vez que o rio era continuamente navegável por navios à vela de Cacheu. Como as demais, a feitoria em Farim destinava-se a implementar o comércio de escravos com o Reino de Gabu, que englobava, além da Casamansa, a Guiné-Bissau e a Gâmbia, compreendendo várias etnias, como os jolas (majoritária até aos nossos dias), os fulas, os bantos e os manjacos.
Tornou-se um presídio e guarnição colonial através de uma ordem datada de 10 de novembro 1696, em reação a um ataque de nativos das proximidades da actual vila-secção de Caniço ocorrida em março daquele ano. Já guarnecida, no ano seguinte as tropas de Caniço tentam novamente tomar a localidade, porém sem sucesso. A despeito desses acontecimentos e dado que o tráfico de escravos concentrou-se no litoral, a distância de tais centros fez com que a área permanecesse geralmente pacífica, o que fez com que as defesas gradualmente enfraquecessem.
O segundo conflito sério que ocorreu no vilarejo deu-se em 1 de dezembro de 1846, quando Honório Barreto precisou dirigir uma expedição contra os grumetes de Farim que ameaçavam a guarnição local. Após este conflito, os portugueses procuraram garantir a segurança da localidade, construindo reforços na fortificação em 1875, além de celebrar um importante tratado de paz com Dembel, rei do reino de Fuladú.
Foi uma base de operações contra os balantas do rio Mansoa na primeira (1897) e na segunda (1902) grande investida colonial, como tentativa de obrigá-los a pagar o imposto de palhota; as tropas lusitanas sofreram desmoralizantes derrotas.

### Século XX

Escola da Base do PAIGC em Canjambari, em 1974; a base estava nas redondezas de Farim.

Por intermédio de um diploma real de 1906, o território guineense foi dividido num concelho (Bolama) e seis residências: Bissau, Cacheu, Farim, Geba, Cacine e Buba. Cacheu continuava como capital do distrito de Cacheu, porém perdeu mais da metade de suas terras para a formação dos distritos de Farim (actual Oio) e Geba (actual Bafatá). Farim torna-se capital do distrito de mesmo nome.
Em 4 de agosto de 1913 Farim recebe o título de vila. O estatuto de vila ainda não era o mais próprio para capitais de subdivisões de primeiro nível, mas era mais adequado do que o de vilarejo.
Farim começou a crescer seriamente entre as décadas de 1910 e 1930, quando mais de vinte firmas comerciais instalam-se na vila, experimentando um influxo de comerciantes libaneses e sírios, que concentravam-se basicamente nos negócios de amendoim e madeira.
Na década de 1960 ascende finalmente a categoria de cidade.
Sua economia foi duramente atingida pela Guerra de Independência da Guiné-Bissau nas décadas de 1960 e 1970. Algumas das principais e mais organizadas bases do PAIGC estavam nas proximidades de Farim.

## Geografia
Localizada pouco abaixo da junção dos rios Jumbembem e Canjambari que formam o rio Cacheu, fica numa zona altiplana, sendo somente uma das duas capitais regionais da Guiné fora de zonas de planície.
Farim dista cerca de 135 milhas rio acima a partir de Cacheu, a cerca de 115 quilómetros de Bissau e junto da fronteira com o Senegal.

### Demografia
Os grupos étnicos de mais expressão na cidade-sector são os mandingas e fulas, muito embora possua representação de todas as origens guineenses.

## Infraestrutura

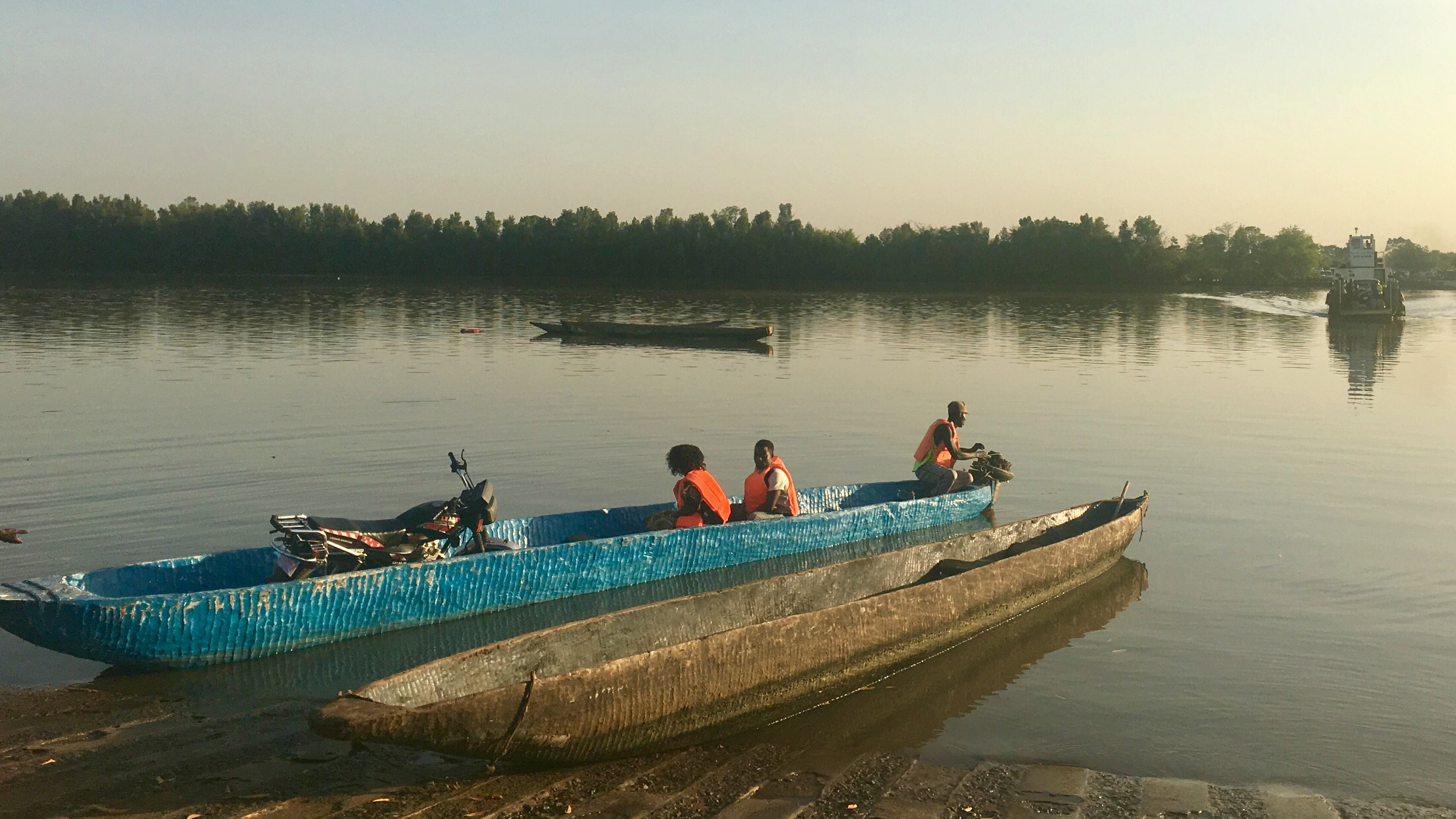
Canoas motorizadas e uma balsa se aproximando do Porto de Farim, no rio Cacheu, em 2018.

### Transportes
Farim é ligada ao território nacional pela Estrada Nacional nº 3 (N3), que a liga à Bigene, ao oeste, e a Cuntima, ao leste. Outra rodovia importante é a Estrada Regional nº 2 (R2), que a liga a vila-secção Saliquinhedim e a cidade de Mansabá, ao sul, e a vila-secção de Dungal, ao norte.
Farim também possui um pequeno porto fluvial, que conecta-se ao porto da margem oposta do rio Cacheu, na vila-secção Saliquinhedim, localidade do sector de Mansabá. O porto de Farim é especializado em embarque e desembarque de pescados, além de transportes de passageiros e cargas.

### Comunicações
Entre as operadoras de rádio, há transmissões da Radiodifusão Nacional da Guiné-Bissau. Os serviços postais, de encomendas e de cargas da cidade e do sector são geridos pelos Correios da Guiné-Bissau.

## Cultura e lazer
Na cidade há muitos monumentos histórico-arquitetónicos importantes, em sua maioria ainda herança do período colonial, tais como: Monumento evocativo da morte do Infante D. Henrique, Capela Católica de Farim, Piscina olímpica de Farim (1958), Monumento do Largo dos Mártires do Terrorismo e o Mercado de Farim.

### Homenagens
Uma cratera em Marte leva o nome da cidade.

## Personalidades
- Vasco Cabral (1926 – 2005) - figura intelectual que lutou pela autodeterminação da Guiné-Bissau.